# One Night in the Tropics
One Night in the Tropics (bra Uma Noite nos Trópicos) é um filme de comédia estadunidense de 1940, dirigido por A. Edward Sutherland,, com roteiro de Gerrude Purcell e Charles Grayson baseado no romance Love Insurance, de Earl Derr Biggers.
Este filme, que marca a estreia da dupla Abbott & Costello no cinema, é a terceira adaptação do romance de Biggers — e a primeira sonora. Antes dele vieram Love Insurance, em 1919, e The Reckless Age, em 1924.

## Elenco
- Allan Jones como Jim Moore
- Nancy Kelly como Cynthia Merrick
- Bud Abbott como Abbott
- Lou Costello como Costello
- Robert Cummings como Steve Harper
- Mary Boland como tia gatinha Marblehead
- William Frawley como Roscoe
- Peggy Moran como Mickey Fitzgerald
- Leo Carrillo como Escobar
- Don Alvarado como Rodolfo
- Nina Orla como Nina
- Ricahrd Carle como o Sr. Moore